# Fiaba (album)
Fiaba è il secondo album in studio del gruppo musicale di genere rock progressivo dei Procession, pubblicato nel 1974.

## Il disco
L'album si differenzia dal precedente Frontiera, che appariva influenzato dall'hard rock. Qui vi è una larga presenza di rock sinfonico accompagnato a lunghi assoli di sassofono e flauto.
Alla formazione vi sono le presenze di Ettore Vigo, tastierista dei Delirium, Francesco "Froggio" Francica, batterista dei Raccomandata Ricevuta di Ritorno e Silvana Aliotta, voce dei Circus 2000.

## Tracce
1. Uomini di vento – 3:57
2. Un mondo sprecato – 4:40
3. C'era una volta – 8:10
4. Notturno – 8:08
5. Il volo della paura – 4:53
6. Fiaba – 5:26

## Formazione
- Gianfranco Gaza (voce)
- Roby Munciguerra (chitarra)
- Maurizio Gianotti (sassofono tenore, sassofono contralto, flauto)
- Paolo D'Angelo (basso)
- Francesco "Froggio" Francica (batteria, percussioni)
- Franco Fernandez (tastiere)
- Ettore Vigo (tastiere) (traccia 3)
- Silvana Aliotta (voce) (traccia 3)